# Динозаври на космічному кораблі
«Динозаври на космічному кораблі» (англ. Dinosaurs on a Spaceship) — друга серія сьомого сезону британського науково-фантастичного телесеріалу «Доктор Хто». Прем'єра серії відбулася 8 вересня 2012 року на телеканалах «BBC One» у Великій Британії та «BBC America» в США. Сценарій до епізоду написаний Крісом Чібноллом, режисер серії — Сол Метцстін.
Головні герої серії — інопланетний мандрівник у часі на ім'я Доктор (Метт Сміт), його супутники, Емі Понд (Карен Гіллан), Рорі Вільямс (Артур Дервіл) і його батько Браян (Марк Вільямс), Нефертіті (Ріенн Стіл) і Джон Рідделл, англійський мисливець на велику дичину (Руперт Грейвс). Всі вони висаджуються на великому космічному кораблі, на борту якого знаходяться динозаври. Пізніше вони дізнаються, що корабель є ковчегом, побудованим сілуріанцями, а самі сілуріанці вбиті якимось Соломоном (Девід Бредлі), який займається піратством і незаконною торгівлею.
«Динозаври на кораблі» замислювалися як жартівливий епізод, а в його основі покладена ідея команди розробників спецефектів. Розвиток основного сюжету і персонажів є спільною роботою Чібнолла і головного сценариста і виконавчого продюсера серіалу Стівена Моффата. В процесі обговорення стало зрозуміло, що через обмежений бюджет в центрі не може бути історія про динозаврів, тому вирішено було розширити сюжет. Як наслідок динозаври відійшли на другий план, а їх образи були створені за допомогою комп'ютерної графіки, а також механічних конструкцій. Разом з наступним епізодом, «Місто під назвою Милосердя», «Динозаври на космічному кораблі» стали частиною першого виробничого блоку; зйомки були заплановані на початок 2012 року і проходили на пляжі Саутерндаун, Долина Гламорган. Загалом епізод подивилося 7,57 мільйона британських телеглядачів, він отримав переважно позитивні відгуки від критиків, незважаючи на те, що думки критиків з приводу деяких персонажів і роботів Соломона розділилися.

## Передісторія
Доктор — мандрівник у просторі і часі. Виглядає як людина, але належить до раси Володарів Часу з планети Галіфрей. Представники його раси мають здатність регенерувати (перероджуватися) у міру потрапляння в смертельні ситуації, внаслідок чого у них повністю змінюється зовнішність і частково — характер. Доктор — останній Володар Часу. Втративши свій дім, він рятує інші світи, в тому числі й людство.
Як засіб пересування Доктор використовує ТАРДІС (англ. TARDIS — Time And Relative Dimension(s) In Space) — живу машину часу (і одночасно космічний корабель), що виглядає як англійська синя поліцейська будка 1960-х років, але вміщує в собі набагато більше, ніж здається («вона більша всередині, ніж зовні»). Для здійснення дрібних операцій з предметами (замикання-відмикання замків, лагодження приладів, сканування чого-небудь тощо) Доктор використовує звукову викрутку. Крім того, він має нелюдський інтелект.
Починаючи з п'ятого сезону телесеріалу (2010) Доктор, вірніше, його одинадцята інкарнація подорожує з супутницею на ім'я Емі Понд, що з'явилася у першій серії п'ятого сезону «Одинадцята година». Також з ними подорожує (в п'ятому сезоні час від часу, починаючи з шостого — постійно) наречений (а згодом чоловік) Емі, Рорі Вільямс, який став одним з небагатьох супутників чоловічої статі.

## Сюжет
Доктор, перебуваючи у 1334 році до н. е., після чергової пригоди приводить царицю Нефертіті, щоб показати їй ТАРДІС. В цей час йому телефонують з Індійського Космічного Агентства (ІКА) і повідомляють, що Доктор негайно має прибути у 2367 рік н. е., інакше величезний космічний корабель зіткнеться із Землею усього лише через шість годин. ІКА планують знищити корабль ракетами, якщо Доктор зазнає невдачі і не зупинить загрозу. Взявши Нефертіті з собою, Доктор вирушає на корабель, перед цим зазирнувши у 1902 рік, щоб забрати з африканських рівнин шукача пригод і мисливця на велику дичину Джона Рідделла, а також у 2012 рік — за Емі та Рорі, випадково прихопивши з собою й батька Рорі, Браяна. Виявилося, що з останньої зустрічі Доктора зі своїми супутниками (епізод «Притулок далеків») пройшло вже 10 місяців. Коли ТАРДІС матеріалізується на космічному кораблі, Доктор та його супутники швидко з'ясовують, що на ньому перебувають динозаври.
Запитавши у комп'ютера корабля місцезнаходження двигунів, Доктор випадково переносить себе, Рорі та Браяна на невідомий пляж, який, як виявилося, є машинним відділенням, що виробляє для двигуна паливо, засноване на енергії припливів. Тим часом Емі, Нефертіті та Рідделл переглядають журнали корабля і з'ясовують, що корабель є нічим іншим як величезним космічним ковчегом, побудованим сілуріанцями (гуманоїдами з епізодів «Голодна Земля»/«Холодна кров») 65 мільйонів років тому, щоб уникнути загибелі від падіння астероїда. Також вони з'ясовують, що з невідомої причини на борту немає жодного живого сілуріанця (враховуючи, що сілуріанці, які спали в анабіозі, колись реєструвалися комп'ютером як живі). Крім того, виявляється, що в самому центрі ковчега пришвартований невеликий корабель. Поки Емі, Нефертіті та Ріддел намагаються з'ясувати, хто ще міг опинитися на ковчезі, Доктор, Рорі та Браян тікають від зграї голодних птеродактилів і ховаються в печері, де стикаються з двома великими, але дещо дурнуватими роботами. Роботи супроводжують трійцю до Соломона, торговця і господаря того самого пришвартованого корабля. Соломон поранений і потребує медичної допомоги. Він дуже дивується, коли не знаходить Доктора в жодній базі даних Всесвіту (Доктор на той час вже стер всі дані про себе). Також виявляється, що саме Соломон убив всіх сілуріанців на борту, однак не зміг взяти під контроль ковчег, внаслідок чого комп'ютер повернув величезну космічну машину до вихідної точки, взявши курс на зіткнення з Землею. Незабаром Соломон розуміє, ким є Нефертіті й вирішує замість динозаврів забрати її та продати на чорному ринку. Хоча Доктор відмовляється віддати Нефертіті, сама цариця приймає ультиматум лиходія, щоб врятувати інших.
Після того, як Соломон полетів з єгипетською царицею на борту, Доктор і його супутники стикаються з кількома проблемами: ІКА вже випустило в ковчег ракети, а Емі та Рідделл в цей час намагаються відстрілюватися від вороже налаштованих динозаврів. Доктор знаходить рішення — він дістає одну з деталей комп'ютера ковчега (маячок, на який орієнтуються ракети ІКА) і вирушає на ТАРДІС до Соломона, там забирає Нефертіті й залишає маячок, як наслідок ракети знищують корабель Соломона разом з ним і його роботами-помічниками. Доктор відправляє динозаврів назад в юрський період (залишивши знак з написом «Сілурія»), Рідделл і Нефертіті, яка зволіла залишитися з мисливцем, — у 1902 рік, а Емі та Рорі — у 2012 рік. Пізніше Понди отримують листівки від Браяна, який деякий час подорожує з Доктором в часі і просторі.

## Виробництво

### Робота над сценарієм і кастинг

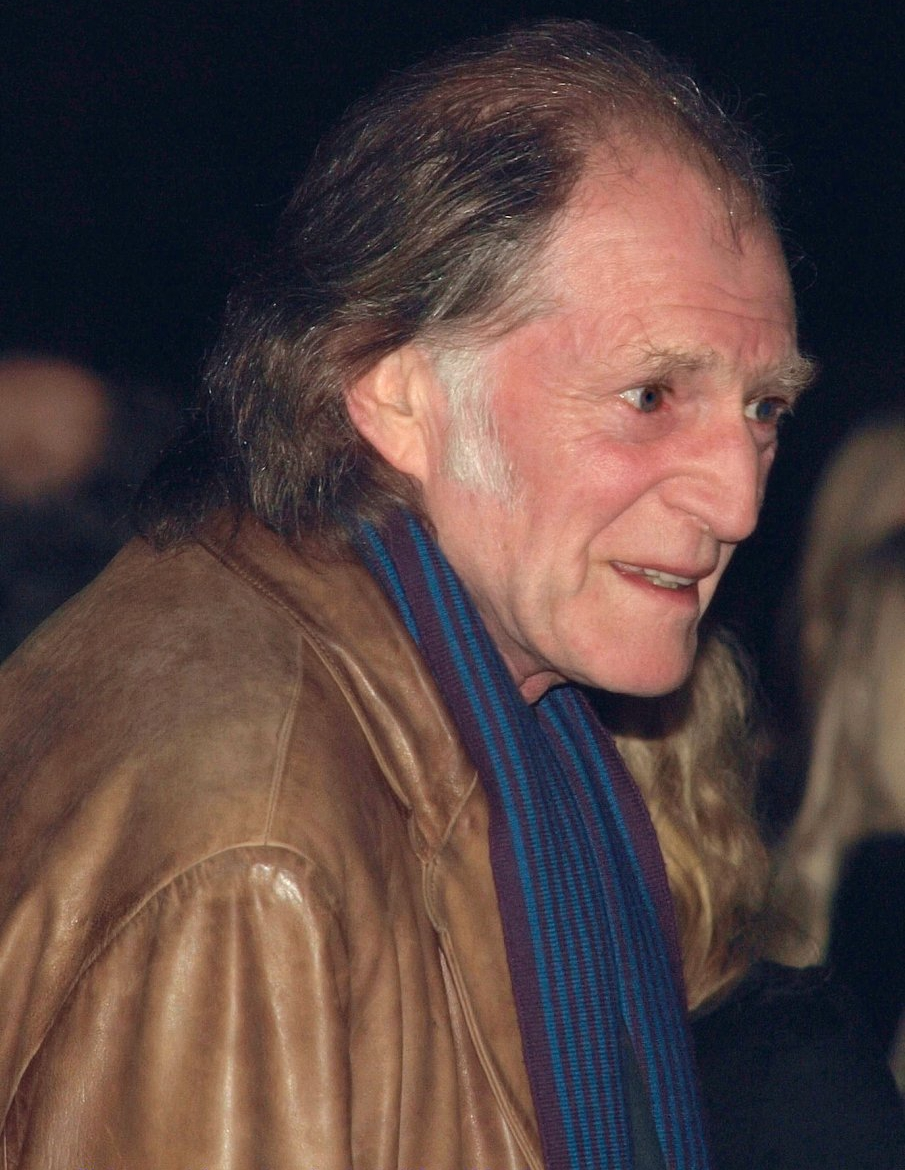
На роль головного антагоніста епізоду Соломона був затверджений Девід Бредлі

Шоуранер серіалу, Стівен Моффат, зізнався, що «секретом успіху» стало переміщення динозаврів на космічний корабель. В епізоді була втілена запропонована командами розробників спецефектів The Mill і Millenium FX ідея повернути динозаврів в «Доктора Хто». Раніше Доктор зустрічався з динозаврами в серії «Вторгнення динозаврів», що вийшла у 1974 році. Тоді як «Притулок далеків» став похмурим і темним епізодом, «Динозаври на космічному кораблі» більшою мірою замислювався як жартівливий і гумористичний. Стівен Моффат дав Крісу Чібноллу завдання написати сценарій на тему «Космічний корабель з динозаврами наближається до Землі, і Земля б'є на сполох». Чібнолл вже раніше працював над епізодами «Доктора Хто» — йому належать сценарії епізодів «42», «Голодна Земля», «Холодна кров» і кілька сценаріїв для епізодів спін-офу серіалу, телесеріалу «Торчвуд». Також Моффат запропонував зробити корабель сілуріанським, і Чібнолл, який «повернув» сілуріанців в сценарії епізодів «Голодна Земля» і «Холодна кров», визнав, що це «гарне продовження історії, що розкриває вам більше інформації про них, не зважаючи на те, що сюжет не стосується їх безпосередньо».
Чібнолл запропонував взяти «змішану» команду, що складається з персонажів, які випадковим чином взяті з різних точок часу і простору. На його думку, в «Докторі Хто» «можуть зустрітися один з одним персонажі, які в інших шоу цього зробити ніколи не зможуть», а сам епізод розповідає про «різношерстну» команду, члени якої можуть «відскакувати» один від одного.

### Знімальний процес і робота зі спецефектами
«Динозаври на космічному кораблі», разом з епізодом «Місто під назвою Милосердя», увійшли до першого виробничого блоку сьомого сезону; режисером обох епізодів був призначений Сол Мецстін. Епізоди стали дебютом режисера в рамках «Доктора Хто», раніше Мецстін не брав участі в створенні епізодів даного серіалу. Для зйомок епізоду були побудовані одні з найбільших декорацій за всю історію шоу. Сцени в «машинному відділенні» були зняті наприкінці лютого 2012 року на пляжі Саутерндаун, Долина Гламорган. Раніше цей пляж використовувався в епізодах «Судний день» і «Кінець подорожі» як бухта Поганого Вовка, а також в епізодах «Час ангелів»/«Плоть і камінь» як поверхня планети Альфава Метраксіс.
При створенні спецефектів і декорацій виробнича команда передусім мала враховувати бюджет епізоду; пізніше Чібнолл казав: «Ми з легкістю могли б витратити 300 мільйонів фунтів стерлінгів … якби вони у нас були». Крім того, сюжет не міг обертатися навколо одних лише динозаврів, тому Чібнолл як центральну використовував іншу сюжетну лінію. Сцена, в якій Емі, Ріддел і Нефертіті застрягли в проході перед величезним сплячим тиранозавром, при монтажі була майже повністю вирізані, оскільки комп'ютерні моделі динозаврів вимагали великих витрат. Однак розробники з Millenium FX вирішили, що вони могли б використовувати фігуру дитинчати тиранозавра, яку вони спроектували для виставки. В епізоді було показано багато «популярних» динозаврів: одні були побудованими з нуля механічними конструкціями, інші були комп'ютерними моделями. Для своєї поїздки на трицератопсі Сміт мав одягнути спеціальні штани під свої штани і, як згадував актор, це були «декілька годин болю, сміху, але воно було того варте». Частково трицератопс був побудований силами виробничої команди — цю частину згодом «осідлали» Сміт, Дарвілл і Вільямс, й частково був відтворений на комп'ютері. Емблема серіалу в початкових титрах, відповідно до «блокбастерних тем» кожного з перших п'яти епізодів сьомого сезону, була стилізована під шкуру динозавра. На Міжнародному комік-коні в Сан-Дієго-2012 відбувся перший попередній перегляд епізоду.

## Показ
Прем'єра «Динозаврів на космічному кораблі» відбулася 8 вересня 2012 року на британському каналі BBC One і американському каналі BBC America. Згідно з рейтингами того вечора, епізод подивилося 5,5 мільйона британців, а після підрахунку загального рейтингу показів ця цифра зросла до 7,57 мільйонів. Крім того, на сайті BBC iPlayer епізод зібрав 1,8 мільйона онлайн-переглядів, внаслідок чого «Динозаври на космічному кораблі» стали другим з найбільшою кількістю переглядів епізодом сьомого сезону, поступившись першістю епізоду «Притулоки далеків». Індекс оцінки епізоду склав 87 балів зі 100 («відмінно»). Епізод транслювався на канадському телеканалі Space, на якому його подивилися в середньому 575 000 глядачів; «Динозаври на космічному кораблі» стали найпопулярнішою прем'єрою тижня серед трансляцій каналу.

### Критика і відгуки
Загалом епізод «Динозаври на космічному кораблі» отримав позитивні оцінки, за винятком невеликої кількості негативних відгуків. Ден Мартін з оглядача The Guardian знайшов епізод «кумедним» і похвалив якість декорацій та динозаврів, а також повноцінну появу Емі та Рорі в ролі супутників. І хоча він назвав серію «безпідставною» та «історією, побудованою навколо назви», він зізнався, що це був «найкращий епізод номер два» Доктора Хто «за останній час». Великим недоліком він назвав використання темряви, яка, на його думку, «руйнувала баланс достатньо, щоб зруйнувати все». Чарлі Андерс з io9 назвала епізод «найкумеднішим, який можна пригадати за останні роки», а також відзначила поступове дистанціювання Доктора від своїх супутників Емі та Рорі, і повтор мотиву в сезоні: Доктора «ніхто не впізнає». Рецензент Radio Times Патрік Малкерн похвалив той факт, що динозаврів, показаних у «Вторгненні динозаврів», замінили «бездоганно створеними» побратимами. Також його похвали удостоїлися образ Соломона, створений Бредлі, і «нова теорія» створення ковчега, згідно з якою ковчег побудували сілуріанці, а не люди, як стверджувалося в більш ранніх епізодах. Кіт Фіппс, рецензент A. V. Club, поставив «Динозаврам на космічному кораблі» оцінку B, він знайшов епізод шаблонним, але водночас «добре знятим». На противагу думці Мартіна, Фіппсу сподобалися використані в епізоді темні коридори.

### Критика
- Martin, Dan (8 вересня 2012). Doctor Who: Dinosaurs on a Spaceship — series 33, episode 2. The Guardian. Архів оригіналу за 9 вересня 2012. Процитовано 9 вересня 2012.
- Jeffery, Morgan (9 лютого 2012). 'Doctor Who' to resume filming this month, Saul Metzstein to direct. Digital Spy. Архів оригіналу за 14 травня 2012. Процитовано 20 липня 2012.
- Golder, Dave (11 лютого 2012). Doctor Who series 7: First Director Named. SFX. Архів оригіналу за 18 жовтня 2014. Процитовано 20 липня 2012.
- Berriman, Ian (2 серпня 2012). Doctor Who Series 7 Trailer Analysis. SFX. Архів оригіналу за 6 січня 2014. Процитовано 2 серпня 2012.
- Golder, Dave (3 вересня 2012). Doctor Who "Dinosaurs on a Spaceship" Writer Chris Chibnall Interviewed. SFX. Архів оригіналу за 18 жовтня 2014. Процитовано 3 вересня 2012.
- Golder, Dave (9 вересня 2012). Doctor Who "Dinosaurs on a Spaceship" Overnight Ratings. SFX. Архів оригіналу за 15 вересня 2012. Процитовано 9 вересня 2012.
- Phipps, Keith (8 вересня 2012). Dinosaurs on a Shapeship. The A.V. Club. Архів оригіналу за 12 вересня 2012. Процитовано 9 вересня 2012.
- Golder, Dave (8 вересня 2012). Doctor Who 7.02 "Dinosaurs on a Spaceship" Review. SFX. Архів оригіналу за 11 вересня 2012. Процитовано 9 вересня 2012.
- Debnath, Neela (8 вересня 2012). Review of Doctor Who 'Dinosaurs on a Spaceship'. The Independent. Архів оригіналу за 24 листопада 2012. Процитовано 9 вересня 2012.
- Risley, Matt (8 вересня 2012). Doctor Who "Dinosaurs on a Spaceship" Review. IGN. Архів оригіналу за 11 вересня 2012. Процитовано 9 вересня 2012.
- Jeffery, Morgan (8 вересня 2012). 'Doctor Who' - 'Dinosaurs on a Spaceship' review. Digital Spy. Архів оригіналу за 18 вересня 2012. Процитовано 9 вересня 2012.
- Fuller, Gavin (8.09.2012). Doctor Who, episode 2: Dinosaurs on a Spaceship, review. The Daily Telegraph. Архів оригіналу за 09.09.2012. Процитовано 9 вересня 2012.